# Medalha dos Sudetos

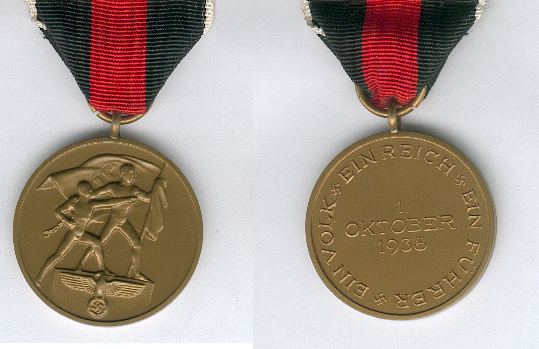
Frente e verso da medalha

A Medalha Comemorativa de 1 de Outubro de 1938 (em alemão: Die Medaille zur Erinnerung e den 1. Oktober 1938), comumente conhecida como a Medalha dos Sudetos, foi uma condecoração da Alemanha nazista concedida no período entreguerras.

## Descrição
Instituído em 18 de outubro de 1938, a medalha foi concedida a militares alemães que participaram da ocupação dos Sudetos e da ocupação da Tchecoslováquia em março de 1939.
A medalha foi concedida a todos os oficiais do Estado alemães (e também aos Sudetos) e membros da Wehrmacht e da SS que marcharam para os Sudetos. Mais tarde, foi concedido aos militares que participaram da ocupação dos remanescentes da Tchecoslováquia em 15 de março de 1939. Foi concedido até 31 de dezembro de 1940. No total, 1.162.617 medalhas e 134.563 barras foram concedidas.
Entre as pessoas condecoradas com a medalha, está Martin Mutschmann, líder regional (Gauleiter) do estado da Saxônia (Gau Saxony).

## Design

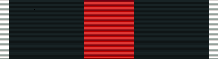
A barra de fita da medalha dos Sudetos, concedida aos militares alemães que participaram da ocupação dos Sudetos em outubro de 1938 e da anexação da Boêmia e da Morávia em março de 1939.

A medalha foi semelhante em aparência como a Medalha Anschluss, o contrário só diferiu na data. Foi projetado pelo professor Richard Klein.
É redondo e do anverso há um homem de pé em um pódio com o brasão do Terceiro Reich e segurando a bandeira nazista, ele segurando a mão e ajudando-o a subir no pódio de outro homem que tinha um grilhão quebrado à sua direita Por outro lado, isso simboliza a união com o Reich da Áustria. No verso é a inscrição "1. Oktober 1938" (1 de outubro de 1938). A data é cercada pelas palavras "Ein Volk, Ein Reich, Ein Führer" (Um Povo, Um Império, Um Líder).
A medalha foi tingida e alta em detalhes, com um acabamento de bronze. A medalha foi suspensa de uma fita preta com uma faixa vermelha no meio, sendo estas as cores dos Sudetos.

## Bar do Castelo de Praga
Para aqueles que participaram tanto na ocupação dos Sudetos quanto na anexação da Boêmia e da Morávia em 15 de março de 1939, uma barra de bronze (Spange "Prager Burg" zur Medaille zur Erinnerung à den 1. Oktober 1938) foi aprovada em 1º de maio de 1939. Este bar apresentava o Castelo de Praga no anverso com duas pontas triangulares nas costas, que o seguravam na fita. O bar, como a medalha, impressionado e alto em detalhes, com acabamento em bronze. Foi desenhado pelo escultor Hanish-Conée.